# Göhlen
Göhlen ist eine Gemeinde im Landkreis Ludwigslust-Parchim in Mecklenburg-Vorpommern (Deutschland). Sie wird vom Amt Ludwigslust-Land mit Sitz in der nicht amtsangehörigen Stadt Ludwigslust verwaltet.

## Geografie und Verkehr
Göhlen liegt etwa neun Kilometer westlich von Ludwigslust in der Griesen Gegend. Die Bundesstraße 5 wird im Nachbarort Kummer in nur 2½ Kilometern Entfernung erreicht. Zugang zur Eisenbahn besteht in Ludwigslust. Zu Göhlen gehört der Ortsteil Leussow.
Umgeben wird Göhlen von den Nachbargemeinden Alt Krenzlin im Norden, Ludwigslust im Osten und Südosten, Grebs-Niendorf im Süden, Vielank im Südwesten und Westen sowie Belsch im Nordwesten.

## Geschichte
Erstmals urkundlich erwähnt wurde der Ort im Jahr 1450. Funde, wie beispielsweise Reste von über 500 Rennöfen und Eisenschlacke, lassen auf einen der größten Eisenverhüttungsplätze Norddeutschlands im 4. und 5. Jahrhundert schließen.
Mit Wirkung zum 26. Mai 2019 wurde die Gemeinde Leussow als Exklave in die östlich (hinter einem zur Gemeinde Alt Krenzlin gehörenden Waldstück) gelegene Gemeinde Göhlen eingegliedert. Dadurch besteht die Gemeinde aus zwei durch Alt Krenzlin getrennten Teilen.

## Politik

### Wappen
|                                                                               | Blasonierung: „In Gold geteilt durch einen blauen linken Wellenbalken vorn ein runder roter Rennofen mit goldener Öffnung und begleitet von sechs roten Flammen, hinten eine linksgerichtete rote Kirche mit vier goldenen Fenstern im Schiff und einem goldenen Fenster im Turm.“ |
| Das Wappen wurde am 14. März 2025 durch das Ministerium des Innern genehmigt. | |

### Dienstsiegel
Als Dienstsiegel wird das kleine Landessiegel mit dem Wappenbild des Landesteils Mecklenburg geführt. Es zeigt einen hersehenden Stierkopf mit abgerissenem Halsfell und Krone und der Umschrift „• GEMEINDE GÖHLEN • LANDKREIS LUDWIGSLUST-PARCHIM“.

## Sehenswürdigkeiten

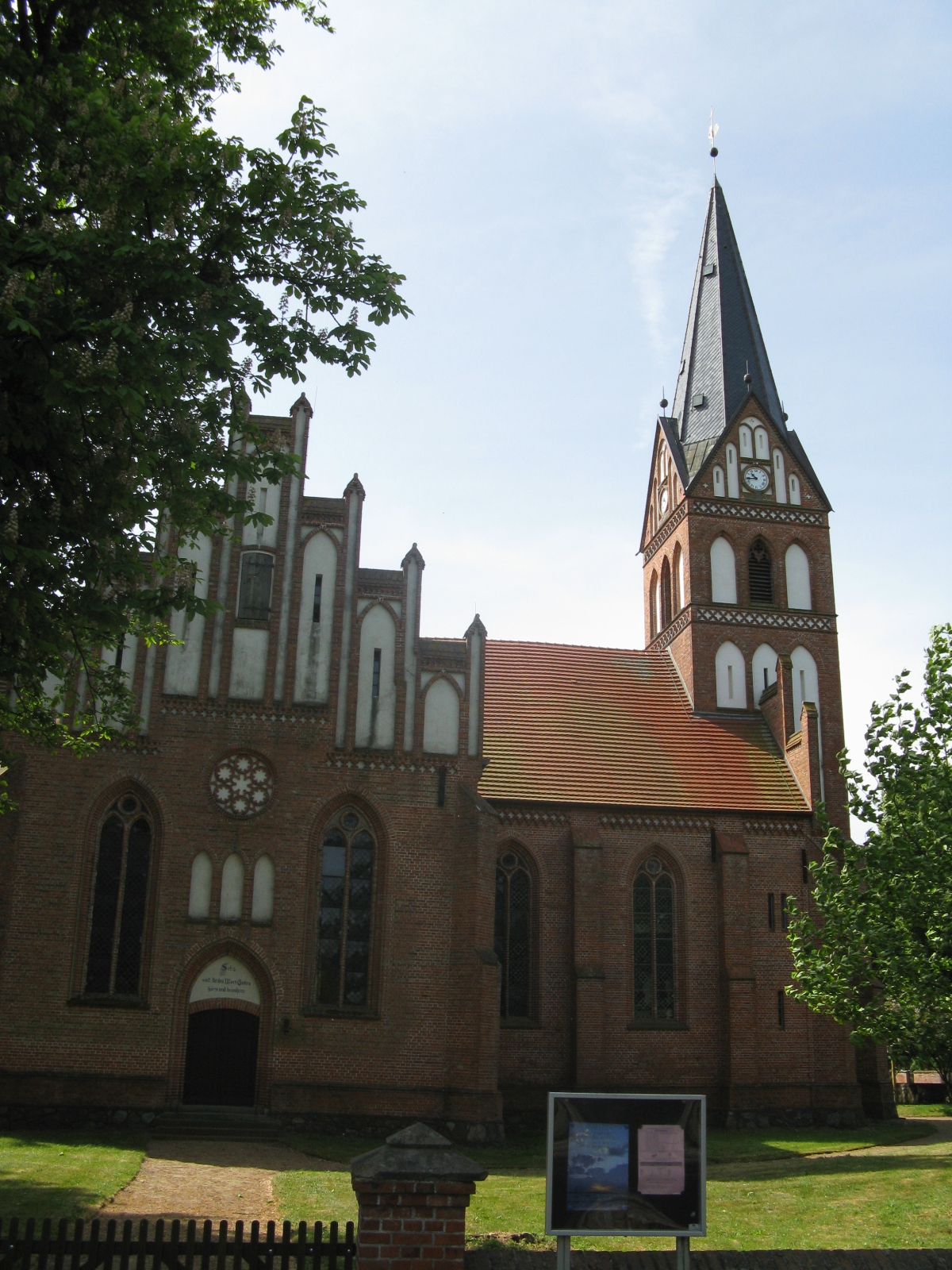
Dorfkirche Leussow

Die Baudenkmale der Gemeinde sind in der Liste der Baudenkmale in Göhlen aufgeführt.